# Камер-паж
Камер-паж (нем. Kammer, буквально комната, покои; паж, фр. page, от лат. pagius — слуга) — придворная должность (звание) для несения специальной придворной службы при Высочайшем дворе.
Позднее в него возводились отдельные воспитанники (кадеты, пажи) обучавшиеся в Пажеском Его Императорского Величества корпусе.

## История
В первой половине XVIII века, при учреждении придворных чинов и званий в России, по западноевропейскому образцу, вводятся пажи и камер-пажи. Они не имели классных чинов, носили придворную ливрею и потому вместе с прочими низшими служителями Императорского двора назывались «ливрейными служителями». При несении придворной службы пажи делились на смены, по 6 человек в каждой, и подчинялись двум камер-пажам. Конкретные обязанности, до воцарения Елизаветы Петровны не регламентировались, но при Анне Иоанновне пажи и камер-пажи уже приводились к присяге. Не было установлено и сроков дворцовой службы, так же не был определён возраст, в котором детей жаловали званием пажа. От жалования в звание пажа до производства в офицеры, после придворной службы проходило от 5 до 17 лет. Это определялось возрастом и «Высочайшей волей». В среднем пажи служили придворную службу 10 лет (6 лет пажом и 4 года камер-пажом). Пажи не обязательно производились через определённый срок в камер-пажи, как и в камер-пажи иногда зачислялись лица не бывшие до того пажами. По окончании придворной службы и при отчислении от двора камер-пажи, как правило, выпускались в чине поручика гвардии, реже капитана армии, пажи — в чине поручика армии. Ежегодное жалование камер-пажам составляло 45 рублей. С 1729 года, было положено жалованье: камер-пажу Высочайшего двора — 180 рублей.
В 1732 году указом Анны Иоанновны, для подготовки дворянских детей к службе был образован Кадетский корпус, позднее, при Елизавете Петровне, Пажеский корпус. В 1800 году при утверждении нового положения, штата и табеля Пажеского Его Императорского Величества корпуса полагалось иметь в нём 16 камер-пажей. Из трёх классов воспитанник, Пажеского Его Императорского Величества корпуса, на 50 пажей, сформировывался один камер-пажеский класс, на 16 камер-пажей.
По положению 1889 года, все воспитанники Пажеского корпуса носили звание пажей, а при переходе в старший специальный класс, те из них, кто удовлетворял определённым требованиям «по успехам в науках и по поведению», производился в камер-пажи, которые несли специальную придворную службу. Все воспитанники Пажеского корпуса в период обучения считались причисленными к императорскому двору и систематически несли караульную службу. Большой честью и привилегией считалось возведение пажа в придворный чин камер-пажа. Однако на это могли рассчитывать только лучшие из лучших, свободно владеющие иностранными языками, отличившиеся в учёбе, имевшие образцовое поведении и воспитание.
Камер-пажи были прикреплены и несли службу при императрице и великих княгинях во время балов, торжественных обедов, официальных церемоний и других мероприятий, где их присутствие было обязательным по протоколу. Количество камер-пажей варьировалось в зависимости от количества августейших особ и членов императорской семьи.
Общий порядок был такой: при императоре — один камер-паж, назначенный сержант-майором, при каждой императрице (вдовствующей и действующей) — по два камер-пажа, и при каждой из великих княгинь — по одному камер-пажу. Ещё один камер-паж назначался запасным камер-пажом на случай болезни одного из камер-пажей. Таким образом, в 1896 году, когда имелось девять великих княжон и две императрицы, несли почётную придворную службу 14 камер-пажа и один был запасным. До 1802 года в придворной службе существовало звание лейб-пажа, в 1907 году восстановленное в виде звания старшего камер-пажа.
Камер-пажи по правовому положению (статусу) приравнивались к фельдфебелям гвардии, старшие камер-пажи — к подпрапорщикам гвардии. Выпуск по первому разряду из корпуса «в армию тем же чином» на самом деле не практиковался. По четвёртому разряду из корпуса выпускались камер-пажи (что бывало крайне редко) — подпрапорщиками в гвардию или прапорщиками в армию.
Во время Бородинских празднеств в 1912 году Николай II произвёл всех пажей, выполнивших условия для производства (перешедшие в старший специальный класс с 9 баллами в среднем по учению и I разрядом по поведению) в камер-пажи.

## Форма одежды
Вся форма одежды камер-пажам, до корпуса, выдавалась от придворной конторы и называлась придворной ливреей и разделялась на ежедневную и парадную — статс-ливрею. Первая изготавливалась ежегодно, а вторая — к особо торжественным случаям, и были собственностью Императорского двора. При выпуске камер-пажа в офицеры, ливрея и статс-ливрея оставались при дворе. По приказу Анны Иоанновны на изготовление ежегодной ливреи удерживалось из камер-пажеского жалования — 40 рублей, соответственно на эту сумму уменьшалось и жалование камер-пажей.

### Знаки различия
В отличие от пажей, в корпусе, камер-пажи носили на погонах две поперечные нашивки, на форме одежды (городских мундирах) добавочные галуны, на задних карманах, шпоры и вместо тесаков — шпаги.